# Sitting Ducks
Sitting Ducks è una serie animata per bambini e ragazzi, basata sull'omonimo libro del 1998 creato dal canadese Michael Bedard. Sitting Ducks è andato in onda per la prima volta in Europa dal 13 settembre 2001 e ha poi debuttato anche in Nord America su Cartoon Network, in Australia sulla ABC e in Giappone. La serie ha avuto due stagioni, comprendenti ognuna 13 episodi (ogni episodio formato a sua volta da due storie), con l'ultima puntata mandata in onda il 5 luglio 2003. La prima stagione è stata trasmessa in chiaro su Italia 1 dal 15 marzo 2003 e in replica sul canale del digitale terrestre Boing, che dal 13 luglio 2010 ha iniziato la trasmissione in prima TV della seconda stagione.
L'edizione italiana è curata da Ludovica Bonanome per Mediaset. Il doppiaggio è stato eseguito da La BiBi.it con la collaborazione della Merak Film, sotto la direzione di Novella Marcucci e Graziano Galoforo (per la parte svolta dalla Merak Film)

## Ambientazione
Le vicende si svolgono nello sfondo urbano di Qua Qua City (Ducktown) e sono incentrate su un'anatra di nome Bill e sul suo migliore amico, Aldo, un enorme coccodrillo proveniente dalla città vicina di Coccodrilia (Swampwood), sulla sponda opposta del lago.
L'amicizia tra Bill ed Aldo è decisamente inusuale, dal momento che le anatre sono uno dei cibi preferiti dai coccodrilli. Per questo Bill non osa avventurarsi a Coccodrilia mentre è Aldo a venire in visita a Qua Qua City, tenendo però a freno il suo naturale istinto predatorio nei confronti delle anatre mentre la coppia se ne va in giro sullo scooter di Bill.
I due amici si ritrovano così a fronteggiare spesso situazioni ed avventure divertenti, talora surreali, generalmente caratterizzate da un umorismo elegante e da dialoghi spiritosi.

## Personaggi
- Bill (doppiaggio italiano: Luca Bizzarri). È la piccola anatra protagonista della serie. Gentile per natura, è sempre pronto ad aiutare chi ne ha bisogno. Sogna di poter volare e il dottor Cecil lo spinge a realizzare il suo desiderio, con risultati tanto disastrosi che alla fine anche lui deve convenire che la cosa non è possibile. La sua caratteristica è il farfallino che cambia ogni anno al Picnic di Qua Qua City e vive in un appartamento con il pappagallino Jerry. Ama i coccodrilli e cerca spesso di trasformarli da nemici in amici delle anatre.
- Aldo (doppiaggio italiano: Paolo Kessisoglu). È il grosso coccodrillo della vicina città di Coccodrilia e il migliore amico di Bill anche se per questo viene spesso criticato dai suoi simili. Ha uno zio cieco di nome Artie e un cuginetto piccolo di nome Andy e in passato era cuoco nella fabbrica di bocce da bowling ma dopo essere diventato amico di Bill si è trasferito alla linea di montaggio per non dover mai più cucinare anatre.
- Vinella (doppiaggio italiano: Lorenza Biella). È la dolce ed esilarante barista nonché proprietaria del Quaquarabar, dove vanno a mangiare molte anatre. Ha una sorella gemella di nome Madame Indovinella che predice la fortuna ai cittadini di Qua Qua City. Bill è innamorato (non ricambiato) di lei.
- Dondo (doppiaggio italiano: Alessio Cigliano), Gusmo (doppiaggio italiano: Gianni Bersanetti) e Ciacci (doppiaggio italiano: Davide Lepore). Sono tre fratelli, sciocchi e scrocconi, che abitano accanto a Bill. Di solito sono loro a giocare qualche brutto scherzo o a cacciarsi nei guai, salvo poi prendere le distanze quando le cose si mettono male. Ciacci indossa una camicia tropicale azzurra, Gusmo porta un berretto verde e Dondo è il più basso dei tre.
- Cecil (doppiaggio italiano: Mino Caprio). Professore, scienziato, inventore e unico dentista della città con Aldo come unico cliente  dal momento che è l'unico fornito di dentatura. In seguito a ciò si è adattato a curare i becchi delle anatre. Col suo linguaggio forbito è sempre pronto a dare a tutti i propri consigli, compresi quelli per insegnare (inutilmente) a volare a Bill.
- Fred (doppiaggio italiano: Oliviero Dinelli). È un pinguino migrato dall'Antartide a Qua Qua City dove ha preso la cittadinanza avendovi trovato una sua amica d'infanzia. Vive circondato da sacchetti di ghiaccio e impianti d'aria condizionata per sopravvivere al calore estenuante della città.
- Fefè (doppiaggio italiano: Teo Bellia). È un corvo dall'accento spagnolo che abita a Qua Qua City. Disoccupato, è il rivale di Bill e i due non perdono mai occasione per punzecchiarsi.
- Il sindaco (doppiaggio italiano: Stefano De Sando). È il primo cittadino di Qua Qua City. Spesso ricorre a mezzi sleali per restare in carica ma in fondo ci tiene ai suoi concittadini.

## Doppiaggio
| Personaggi | Doppiatori originali | Doppiatori italiani |
| ---------- | -------------------- | ------------------- |
| Bill       | Ian James Corlett    | Luca Bizzarri       |
| Aldo       | Dave Ward            | Paolo Kessisoglu    |
| Vinella    | Kathleen Barr        | Lorenza Biella      |
| Dondo      | Louis Chirillo       | Alessio Cigliano    |
| Gusmo      | Phil Hayes           | Gianni Bersanetti   |
| Ciacci     | Jay Brazeau          | Davide Lepore       |
| Cecil      | Ian James Corlett    | Mino Caprio         |
| Fred       | Jim Cummings         | Oliviero Dinelli    |
| Fefè       | Michael Benyaer      | Teo Bellia          |

## Episodi
| Stagione         | Episodi | Prima TV USA | Prima TV Italia |
| ---------------- | ------- | ------------ | --------------- |
| Prima stagione   | 26      | 2001-2002    | 2003            |
| Seconda stagione | 26      | 2002-2003    | 2010            |